# Guillaume Driessens
Guillaume „Lomme“ Driessens (* 4. Mai 1912 in Peutie; † 15. Juni 2006 in Vilvoorde) war ein belgischer Radrennfahrer und Sportlicher Leiter.

## Sportliche Laufbahn
Driessens war im Straßenradsport aktiv. Von 1932 bis 1936 war er Unabhängiger. Sein bestes Resultat in einem Eintagesrennen war der 3. Platz im Grote Prijs Stad Vilvoorde 1932 bei den Unabhängigen. Einige Zeit war er Masseur und Betreuer im Radsport, so auch bei Fausto Coppi.
Bekannter wurde er später als Sportlicher Leiter von Radsportteams. In dieser Funktion war er 1953 bei Garin–Wolber, 1954 bei Bianchi, 1955 bei Van Hauwaert–Maes Pils und bei Girardengo–Eldorado, von 1956 bis 1961 bei Faema, 1962 bei Flandria–Faema, 1963 bei GBC, von 1964 bis 1965 bei Flandria–Roméo, von 1966 bis 1967 bei Roméo–Smith’s, 1968 bei Smith’s, von 1969 bis 1970 bei Faemino-Faema, 1971 bei Molteni, 1972 bei Van Cauter-Magniflex-de Gribaldy, 1973 bei Rokado, 1975 bei Miko-de Gribaldy-Superia, von 1976 bis 1977 bei Flandria–Velda, 1979 bis 1983 bei Boule d’Or-Colnago, 1984 bei Transvemij-Van Schilt und Kwantum Hallen, 1985 bei Nikon–Van Schilt, 1986 bei Collstrop-De Federale Verzekeringen, 1987 bei Eurotop Keuken-Arkel. Zu seinen Fahrern gehörten Fausto Coppi, Rik Van Steenbergen, Rik Van Looy, Freddy Maertens, Eddy Merckx, Peter Post, Wim van Est und Wout Wagtmans.
Mit dem Team Van Hauwaert-Maes Pils gründete er 1955 die erste professionelle Mannschaft in Belgien, deren Sponsoren nicht aus der Fahrradindustrie kamen. Fahrer seiner Mannschaften gewann mehrfach die Tour de France und wurden Weltmeister.